# 아스테릭스 2: 미션 클레오파트라
《아스테릭스 2: 미션 클레오파트라》(프랑스어: Astérix et Obélix : Mission Cléopâtre)는 2002년 공개된 프랑스와 독일의 영화이다.

## 줄거리
클레오파트라 여왕은 자신의 위엄을 과시하기 위해 율리우스 카이사르에게 도전을 제안한다. 3개월 안에 로마의 궁전보다 더 큰 알렉산드리아 궁전을 지으면 이집트가 가장 위대한 국가임을 인정하라는 것이다. 클레오파트라는 건축가 누메로비스에게 이 임무를 맡기지만, 기존 건축가인 피라노디스는 이를 못마땅하게 여긴다. 누메로비스는 게타픽스라는 마법의 물약을 만드는 드루이드에게 도움을 청하고, 마법의 힘을 빌려 궁전 건설을 시작한다.
피라노디스는 누메로비스의 계획을 방해하기 위해 여러 차례 시도하지만 실패하고, 결국 카이사르에게 게타픽스의 마법 물약에 대해 알린다. 카이사르는 갈리아인들을 제압하려다 실패한 경험이 있어 건설 현장을 포위한다. 누메로비스와 게타픽스, 그리고 아스테릭스와 오벨릭스는 건설 현장을 지키고 카이사르의 행동을 클레오파트라에게 알린다. 한편, 누메로비스와 피라노디스는 마법 물약을 마시고 결투를 벌이고, 결국 누메로비스가 승리한다. 클레오파트라가 전장에 도착하여 카이사르의 스포츠맨십 부족을 질책하자, 로마군은 포위를 풀고 건설을 돕기 시작한다.
결국 궁전은 기한 내에 완공되고, 카이사르는 마지못해 이집트를 위대한 제국으로 인정한다. 누메로비스는 큰 상금을 받고, 게타픽스는 알렉산드리아 도서관에서 귀중한 원고를 얻는다. 모든 주인공들은 연회에 참여하고 영화 속 로마 적대자들까지 함께 즐거운 시간을 보낸다.

## 배역
- 제라르 드파르디외 - 오벨릭스
- 크리스티앙 클라비에 - 아스테릭스
- 모니카 벨루치 - 클레오파트라
- 알랭 샤바 - 시저
- 자멜 드부즈 - 누메로비스
- 클로드 리슈 - 파노라믹스
- 제라르 다르몽 - 아몬보피스

## 한국판 성우진(MBC) (2003년 11월 15일)
- 김기현 - 오벨릭스(제라르 드파르디외) / 해설(피에르 체르니아)
- 박지훈 - 아스테릭스(크리스티앙 클라비에)
- 이선 - 클레오파트라(모니카 벨루치)
- 안지환 - 시저(알랭 샤바)
- 김호성 - 누메로비스(자멜 드부즈)
- 김태훈 - 파노라믹스(클로드 리슈)
- 이종혁 - 아몬보피스(제라르 다르몽)
- 김용식 - 말로콥스(장 벤기기)
- 이선주 - 이집트인(이자벨 낭티)
- 이병식 - 가이우스(디외도네) / 바이킹(무스 디우프)
- 김기철 - 아몬보피스의 부하(에두아르 몽투트)
- 엄현정 - 시녀(노에미 르누아르) / 시저의 비서(에마 드콘)
- 고성일 - 누메로비스의 조수(에두아르 베르)
- 최한 - 병사(장피에르 바크리)
- 이상훈 - 바이킹(미셸 크레마데스)
- 방성준 - 병사(조엘 캉토나)
- 정재헌 - 간수(아티크 모아메드)
- 문남숙 - 카르타푸스(샹탈 로비)
- 박신희 - 시녀(모니아 메플라이)
- 이원찬 - 바이킹(베르나르 파시)